# 리오마조레

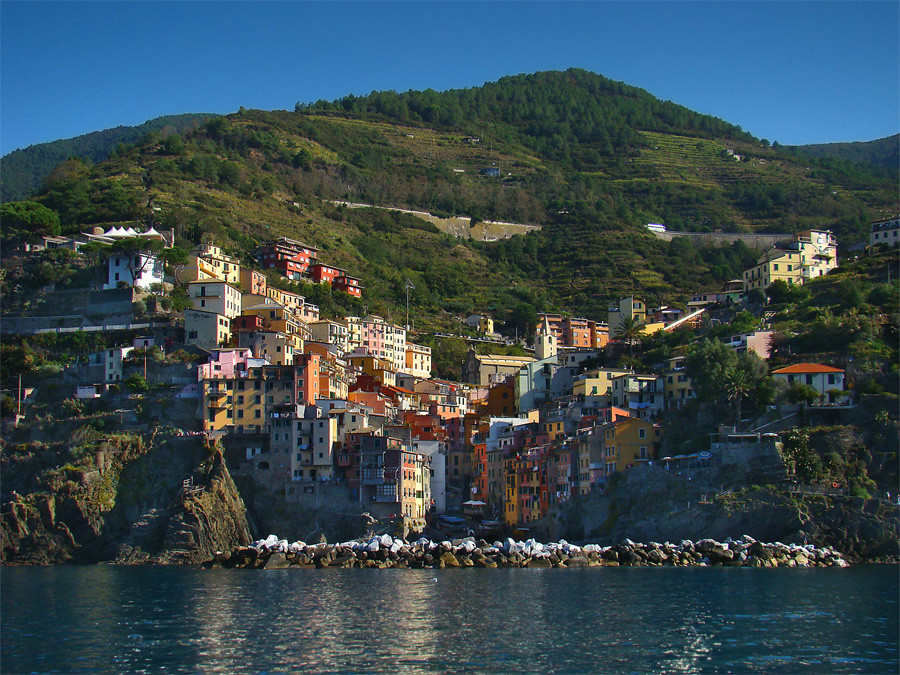
리오마조레

리오마조레(Riomaggiore)는 이탈리아 라스페치아도에 있는 마을이다. 마이오르 강이 흐르며, 피날레 광장과 체리코 언덕, 바티스타 성당이 있다.

## 같이 보기
- 마나롤라
- 베르나차
- 코르닐리아
- 몬테로소알마레